# Lane Hughes
Lane Hughes (Monterrey, 17 aprile 1989) è un attore e musicista statunitense.

## Biografia
La notorietà incomincia a crescere nel 2003, quando ha lavorato insieme ad Adam Wingard a Pop Skull. L'idea iniziale era quella di girare un film che doveva essere una semi-autobiografia, ma decisero di dividere il film in due parti: una psicologica e un'altra horror. Girato con meno di $3,000. Il film è stato proiettato nei più importanti festival di film, incluso Rome Film Festival e il American Film Institute, vincendo al Boston Underground Film Festival e al Grand Jury Prize at the Indianapolis International Film Festival. La pellicola racconta della vita distorta di Daniel, un tossicodipendente dell'Alabama, che prova giorno dopo giorno a riprendersi la sua vita. La critica è stata molto positiva.
Nel 2010 Lane è stato co-protagonista nella pellicola horror di Adam Wingard intitolata A Horrible Day to Die, che segue le vicende di un serial killer che ha deciso di uccidere la sua ex ragazza. Il film è stato proiettato al Toronto International Film Festival, per poi essere distribuito dalla Anchor Bay. La pellicola vinse anche numerosi premi: migliore attore per AJ Bowen, miglior scenografo per Simon Barrett e migliore attrice per Amy Seimetz.
A parte fare l'attore, Hughes è conosciuto anche per le sue doti come musicista. 

## Filmografia
- Pop Skull, regia di Adam Wingard (2007)
- Halloween II, regia di Rob Zombie (2009)
- A Horrible Way to Die, regia di Adam Wingard (2010)
- Autoerotic, regia di Joe Swanberg e Adam Wingard (2011)
- You're Next, regia di Adam Wingard (2011)
- V/H/S, regia di Matt Bettinelli-Olpin (2012)

## Doppiatori italiani
- Franco Mannella in You're Next